# Jonas Thern
Jonas Thern (* 20. březen 1967, Falköping) je bývalý švédský fotbalista. Hrával na pozici záložníka.
Se švédskou fotbalovou reprezentací získal bronzovou medaili na mistrovství Evropy roku 1992 i na mistrovství světa roku 1994. Hrál též na světovém šampionátu roku 1990. Celkem za národní tým odehrál 75 utkání a vstřelil v nich 6 gólů.
S Malmö FF se stal dvakrát mistrem Švédska (1986, 1988) a dvakrát získal švédský pohár (1986, 1989). S Benficou Lisabon se stal mistrem Portugalska (1990/91), s Glasgow Rangers mistrem Skotska (1998/99). S Rangers získal i skotský pohár (1998/99).
Roku 1989 byl vyhlášen nejlepším fotbalistou Švédska.